# 2735 Ellen
2735 Ellen (1977 RB) là một tiểu hành tinh vành đai chính bên trong được phát hiện ngày 13 tháng 9 năm 1977 bởi Bus, S. J. và Lauer, T. ở Palomar.